# Terebra cingulifera
Terebra cingulifera é uma espécie de gastrópode do gênero Terebra, pertencente a família Terebridae.

## Descrição
O comprimento da concha varia entre 39 mm e 101 mm.

## Distribuição
Esta espécie marinha ocorre no Oceano Índico perto de Maurícia, Madagáscar, Aldabra e da Bacia de Mascarenhas, no Pacífico perto de Tuamotu.